# Pseudoalteromonadaceae
Pseudoalteromonadaceae — невелика родина морських протеобактерій порядку Alteromonadales.